# WISE 0350-5658
Désignations
WISE J035000.32−565830.2 (désignation abrégée WISE 0350−5658) est une naine brune de type spectral Y1, située dans la constellation du Réticule, l'étoile/naine brune la plus proche connue de cette constellation. Située à environ 17,7 années-lumière de la Terre, elle est l'une des plus proches voisines du Soleil.

## Découverte
WISE 0350−5658 a été découverte en 2012 par J. Davy Kirkpatrick et ses collègues dans les données collectées dans l'infrarouge par le télescope spatial Wide-field Infrared Survey Explorer (WISE), dont la mission s'est déroulée entre décembre 2009 et février 2011. En 2012, Kirkpatrick et al. ont publié un article dans The Astrophysical Journal, où ils présentaient la découverte de sept nouvelles naines brunes de type spectral Y, parmi lesquelles WISE 0350−5658.

## Distance
WISE 0350−5658 est l'une des plus proches naines brunes connues : sa parallaxe trigonométrique est de 0,184 ± 0,010 seconde d'arc, correspondant à une distance de 5,4 pc (17,7 al).